# Championnat d'Algérie de futsal
Le championnat d'Algérie de futsal (en arabe : بطولة الجزائر لكرة القدم داخل القاعة) est un championnat regroupant les équipes de futsal algériennes. Le premier championnat d'Algérie a débuté en 2017.

## Histoire
La Ligue Nationale de Futsal a été créée le 15 février 2017 avec comme premier président de la Ligue Djamel Zemmam, Le premier championnat d'Algérie de futsal a débuté en décembre 2017.
En 2021, la Ligue a changé le nom en Département de Futsal avec comme président Hakim Medane, mais en 2022, la Ligue reprend son nom d'origine Ligue Nationale de Futsal.

## Palmarès
| Édition | Saison    | Club champion                                         | Deuxième place                                        |
| ------- | --------- | ----------------------------------------------------- | ----------------------------------------------------- |
| 1re     | 2017-2018 | MC Béjaïa                                             | Rabie El Djazaïri Oran                                |
| 2e      | 2018-2019 | MC Béjaïa                                             | EF Constantine                                        |
| 3e      | 2019-2020 | CF Bordj Bou Arréridj                                 | Rabie El Djazaïri Oran                                |
| –       | 2020-2021 | annulée pour cause de Pandémie de Covid-19 en Algérie | annulée pour cause de Pandémie de Covid-19 en Algérie |
| 5e      | 2021-2022 | Rabie El Djazaïri Oran                                | CF Bordj Bou Arréridj                                 |
| 6e      | 2022-2023 | Paradou AC                                            | Rabie El Djazaïri Oran                                |
| 7e      | 2023-2024 |                                                       |                                                       |

### Bilan
| Rang | Club                   | Champion | Deuxième |
| ---- | ---------------------- | -------- | -------- |
| 1    | MC Béjaïa              | 2        | 0        |
| 2    | Rabie El Djazaïri Oran | 1        | 3        |
| 3    | CF Bordj Bou Arréridj  | 1        | 1        |
| 4    | Paradou AC             | 1        | 0        |
| 5    | EF Constantine         | 0        | 1        |

## Regarder encore
- Coupe d'Algérie de futsal